# ヴィヴィヤワ・ナドゥヴァロ
ヴィヴィヤワ・ナドゥヴァロ（Vuiviawa Naduvalo、1996年5月23日 - ）は、フィジーのラグビー選手。

## プロフィール
- フィジー出身[1]。
- ポジションはスクラムハーフ(SH)。
- 身長 175cm、体重 78kg

## 略歴
2022年、ラグビーワールドカップセブンズ2022の7人制フィジー代表に選ばれて優勝に貢献。